# Edwin Henckel von Donnersmarck
Edwin Henckel von Donnersmarck (ur. 23 stycznia 1865 w Ramułtowicach, zm. 23 marca 1929 w Nakle Śląskim) – niemiecki hrabia, właściciel dworu, przedsiębiorca górniczy i członek Pruskiej Izby Reprezentantów.

## Życiorys

### Pochodzenie rodzinne i młodość
Edwin Henckel von Donnersmarck pochodził ze starej arystokratycznej rodziny wywodzącej się ze Spiszu, która od końca XVII wieku posiadała rozległe posiadłości na Górnym Śląsku. Przodkowie rodu otrzymali dobra bytomsko-bogumińskie w zamian za zasługi dla Habsburgów, co zapoczątkowało kilkusetletnią historię Donnersmarcków na Śląsku. Był synem Łazarza IV Henckel von Donnersmarcka (1835–1914) – hrabiego i polityka, posła do parlamentu Rzeszy Niemieckiej – oraz jego żony Marii von Schweinitz und Krain (1838–1914). Jego dziadkiem (od strony ojca) był z kolei Hugo I Henckel von Donnersmarck (1811–1890), potentat przemysłowy i jeden z najbogatszych magnatów górnośląskich XIX wieku. Hugo I, odziedziczywszy fortunę w wieku młodzieńczym, pomnożył majątek rodzinny dzięki gwałtownemu rozwojowi przemysłu – wydobycie węgla w należących do niego kopalniach zwiększyło się podczas jego życia ponad sto razy, a wartość produkcji wzrosła dwustukrotnie. Mając tak uprzywilejowane pochodzenie, Edwin od najmłodszych lat wzrastał w otoczeniu ogromnego majątku i tradycji odpowiedzialności za lokalną gospodarkę.
Edwin urodził się w rodzinnej rezydencji w Ramułtowicach koło Wrocławia (ówczesna Prowincja Śląsk). Jego ojciec Łazarz IV początkowo gospodarował w Ramułtowicach, lecz po 1870 r. coraz więcej czasu spędzał w rodowych dobrach w Nakle Śląskim koło Tarnowskich Gór. Tam, pod koniec XIX wieku, Henckel von Donnersmarckowie z linii nakielskiej urządzili swoją główną siedzibę rodową – w zbudowanym przez Hugo I okazałym pałacu w stylu neogotyku Tudorów. Młody Edwin pobierał staranne wykształcenie odpowiadające pozycji społecznej.

### Działalność gospodarcza i zarządzanie majątkiem
Po osiągnięciu dorosłości Edwin Henckel von Donnersmarck zaangażował się w prowadzenie rodzinnych interesów przemysłowych i administrację rodowych posiadłości. Był właścicielem m.in. dóbr ziemskich z pałacem w Ramułtowicach, a także odziedziczył znaczną część Wolnej Posiadłości Bytomskiej (Freie Standesherrschaft Beuthen)  – rozległego majoratu obejmującego ziemie i przedsiębiorstwa górniczo-hutnicze w okolicach Tarnowskich Gór, Bytomia i Rudy Śląskiej. W należących do niego dobrach prowadził na dużą skalę działalność w zakresie wydobycia węgla kamiennego, rud metali oraz hutnictwa cynku, przyczyniając się do dalszej industrializacji Górnego Śląska. Podkreśla się, że eksploatacja prowadzona przez hrabiego Edwina miała charakter długofalowy i zrównoważony, co oznaczało dbałość o trwałość zasobów i infrastrukturę górniczą na przyszłość. Donnersmarck dbał nie tylko o zyski, ale i o rozwój społeczności na swoich terenach. W 1919 roku, chcąc polepszyć warunki bytowe pracowników swoich zakładów, sprzedał część gruntów w miejscowości Rojca (obecnie Radzionków) celem uzyskania funduszy na budowę osiedla domów z ogródkami dla robotników. Ta inicjatywa – zapewniająca rodzinom górników lepsze warunki mieszkaniowe – była jednym z przejawów społecznej odpowiedzialności właściciela ziemskiego. Rodzina Edwina kontynuowała tradycje filantropijne: już jego ojciec Łazarz IV ufundował kościół parafialny w Nakle Śląskim (1892) oraz ochronkę dla sierot prowadzoną przez siostry boromeuszki, a matka Maria wspierała budowę sierocińców i innych instytucji dobroczynnych. Edwin, idąc w ich ślady, pozostawał największym pracodawcą i patronem okolicznych społeczności, co zapewniało mu szacunek zarówno niemieckich, jak i polskich mieszkańców Górnego Śląska. W skład rodzinnego majątku wchodziły liczne obszary ziemskie, pałace i zakłady przemysłowe rozsiane po regionie. Oprócz kluczowych posiadłości (Nakło Śląskie z pałacem i dobrami bytomsko-tarnogórskimi) Henckel von Donnersmarckowie posiadali udziały także w innych domenach, np. dworskim obszarze Halemba koło Rudy Śląskiej. Edwin był formalnie jednym ze współwłaścicieli tych terenów, co wiązało się z profitami z lokalnych kopalń i hut (w Halembie funkcjonowała m.in. kopalnia węgla i od 1900 r. huta cynku).

### Kariera polityczna
Rodzina Donnersmarcków od pokoleń łączyła aktywność gospodarczą ze służbą publiczną – nie inaczej było w przypadku Edwina. Jako gorliwy katolik i przedstawiciel śląskiej arystokracji katolickiej, zaangażował się w działalność Niemieckiej Partii Centrum (Deutsche Zentrumspartei), która reprezentowała interesy katolików w zdominowanym przez protestantów Cesarstwie Niemieckim. W 1908 roku Edwin Henckel von Donnersmarck uzyskał mandat posła do Landtagu Pruskiego w Berlinie (Pruskiej Izby Reprezentantów) i zasiadał w nim nieprzerwanie do roku 1918. Reprezentował tam okręg śląski, zabiegając o sprawy ważne dla swojego regionu. W 1912 roku kandydował także do Reichstagu z okręgu podwrocławskiego (Breslau-Land/Neumarkt) jako przedstawiciel Centrum. Choć mandatu do Reichstagu ostatecznie nie zdobył, sama kandydatura świadczy o jego pozycji politycznej – należał do grona wpływowych śląskich działaczy katolickich w okresie przed I wojną światową. Po upadku monarchii Hohenzollernów i powstaniu państwa polskiego na części Górnego Śląska, hrabia Edwin pozostał aktywny politycznie, koncentrując się na obronie praw ludności niemieckiej, która znalazła się poza granicami Niemiec. 
W 1925 roku objął funkcję prezesa Niemieckiego Związku Ludowego na rzecz Polskiego Śląska (Deutscher Volksbund für Polnisch-Schlesien). Była to organizacja parasolowa, reprezentująca mniejszość niemiecką w polskiej części Górnego Śląska, powołana w listopadzie 1921 r. tuż po podziale regionu. Donnersmarck kierował nią aż do swojej śmierci w 1929 r., zabiegając o przestrzeganie postanowień konwencji genewskiej gwarantujących prawa narodowe i kulturalne Niemców w Polsce. Pod jego przewodnictwem Volksbund m.in. wystosowywał petycje do Ligi Narodów w obronie tych praw, protestując przeciw próbom ich ograniczania przez administrację polską (jak naruszanie artykułów 75 i 83 konwencji genewskiej dotyczących szkolnictwa i języka). Działalność Edwina w tej organizacji była wyważona – z jednej strony stanowczo bronił niemieckiej tożsamości narodowej swych współziomków, z drugiej unikał otwartej konfrontacji z polskimi władzami, licząc na lojalne współistnienie obydwu narodowości na Śląsku. 
Jeszcze podczas trwania monarchii pruskiej Edwin angażował się również w życie społeczne i gospodarcze poprzez organizacje pozapolityczne. Przed 1918 rokiem pełnił funkcję przewodniczącego Śląskiego Automobilklubu – regionalnej sekcji Allgemeiner Deutscher Automobil-Club (AvD). Było to stowarzyszenie zrzeszające pionierów motoryzacji na Śląsku, promujące rozwój automobilizmu. Jako jeden z pierwszych arystokratów w okolicy posiadających samochód, hrabia Edwin propagował nowinki techniczne i integrował lokalne elity wokół zainteresowań motoryzacyjnych. 
Jego działalność polityczna i społeczna sprawiła, że stał się postacią rozpoznawalną nie tylko w rodzimym regionie, ale i w całych Niemczech – świadczy o tym choćby fakt, że w 1912 roku wybrano go wiceprezesem Zjazdu Katolików Niemieckich (Katholikentag) w Akwizgranie. Funkcję tę pełnił ponownie w 1921 r. na Katholikentagu we Frankfurcie nad Menem, już jako reprezentant katolików z Górnego Śląska w nowych realiach politycznych.

### Życie prywatne i rodzina
Edwin Henckel von Donnersmarck dał się poznać jako człowiek głęboko religijny, rodzinny i dbający o tradycje rodowe. W 1895 roku poślubił austriacką arystokratkę Wilhelminę Marię hrabinę Kinsky von Wchinitz und Tettau (1869–1943). Małżonka Edwina pochodziła ze znakomitego rodu czeskiej i austriackiej szlachty (Kinskich), co dodatkowo umocniło więzi Donnersmarcków z europejską elitą arystokratyczną. Para doczekała się pięciorga dzieci: 
- Friedrich-Carl Graf Henckel von Donnersmarck (1905–1989),
- Łazarz V Henckel von Donnersmarck (1902-1991),
- Theresia Maria Gabriela Margarete (1899),
- Marie Alice Anna Gabriela Margarethe Henckel von Donnersmarck (1897–1971)
- Sophie Josefine Margarete Henckel von Donnersmarck (1896–1972).

Rodzina mieszkała na stałe w pałacu w Nakle Śląskim, a okresowo przebywała także w innych posiadłościach (m.in. w Wiedniu, w Kostelec nad Orlicí (majątek rodziny Kinsky) czy na zamku Wolfsberg w Karyntii należącym do krewnych). Prywatnie hrabia Edwin znany był z umiłowania konnej hodowli i sportów jeździeckich. W swoim majątku prowadził stadninę koni pełnej krwi angielskiej, a jego konie startowały w wyścigach – był właścicielem cenionego rodu wyścigowego. Pasja ta zbliżała go do innych arystokratów tamtej epoki, dla których wyścigi konne stanowiły ważny element życia towarzyskiego. Donnersmarckowie bywali na torach wyścigowych w Berlinie, Wiedniu czy Wrocławiu, odnosząc sukcesy hodowlane. Ponadto Edwin interesował się nowinkami technicznymi – jako jeden z pierwszych w okolicy jeździł automobilem, co wiązało się z jego wspomnianą działalnością w Automobilklubie. W życiu codziennym Edwin odznaczał się głęboką pobożnością. Był wychowany w duchu katolickim i pozostał wierny Kościołowi przez całe życie. Uczestniczył aktywnie w organizacjach i zjazdach katolickich, wspierał finansowo parafie i dzieła charytatywne. Jego religijność miała wymiar praktyczny – jako pracodawca dbał o kaplice i zapewniał duszpasterstwo dla swoich robotników, a w wymiarze ogólnoniemieckim angażował się w prace Katholikentagu. Życie rodzinne Henckel von Donnersmarcków upływało spokojnie w cieniu pałacu nakielskiego, choć nie brakło w nim akcentów kosmopolitycznych: w domu rozmawiano po niemiecku, ale też po francusku (jak to było w zwyczaju wyższych sfer), a dzięki związkom z rodzinami austriackimi czy luksemburskimi dzieci Edwina od najmłodszych lat stykały się z różnymi kręgami kulturowymi Europy.

### Dziedzictwo i znaczenie
Śmierć Edwina Henckel von Donnersmarcka w marcu 1929 roku zakończyła pewną epokę w dziejach rodu i Górnego Śląska. Hrabia został pochowany w rodzinnym Mauzoleum w Nakle Śląskim, obok swoich rodziców Łazarza IV i Marii oraz późńiej małżonki Wilhelminy. Jego odejście nastąpiło krótko przed wielkimi przemianami lat 30. – narastaniem napięć narodowościowych i politycznych, które doprowadziły w końcu do wybuchu kolejnej wojny. Mimo to spuścizna Edwina przetrwała. Jego najstarszy syn Łazarz V odziedziczył tytuł hrabiowski i zarząd nad majątkiem. W latach 30. młody hrabia kontynuował politykę ojca: wspierał zarówno niemieckie, jak i polskie inicjatywy kulturalne na Śląsku. Przykładowo patronował on Polskim Dniom Książki w kopalniach Donnersmarcków oraz dofinansowywał chóry i przedstawienia amatorskie dla polskich górników w swoich zakładach. Były to gesty pokazujące, że „linia polska” rodu starała się pozostać w dobrych relacjach z polskim społeczeństwem regionu. II wojna światowa przyniosła kres władania Donnersmarcków na Śląsku. W 1945 roku, wobec nadejścia Armii Czerwonej, potomkowie Edwina opuścili pałac w Nakle. Co znamienne, nie przyjęli jednak obywatelstwa niemieckiego w okresie wojny, pozostając formalnie obywatelami polskimi – dzięki czemu po 1945 r. uniknęli wysiedlenia jako Niemcy. Wyemigrowali do Szwajcarii, a ich majątki na Śląsku zostały upaństwowione przez polskie władze komunistyczne. Pałac w Nakle szczęśliwie ocalał – tuż po wojnie ulokowano w nim szkołę rolniczą, co uchroniło budynek przed dewastacją. Dziś mieści się w nim Centrum Kultury Śląskiej, pielęgnujące pamięć o rodzinie Henckel von Donnersmarck. Dziedzictwo hrabiego Edwina i całego rodu jest wciąż obecne w regionie. Donnersmarckowie należeli do najbogatszych rodów śląskiej arystokracji i wywarli olbrzymi wpływ na rozwój gospodarczy, architektoniczny i społeczny Górnego Śląska.